# Kurandoptera purpura
Kurandoptera purpura är en insektsart som beskrevs av Rentz, D.C.F., Y. Su och Norihiro Ueshima 2008. Kurandoptera purpura ingår i släktet Kurandoptera och familjen vårtbitare. Inga underarter finns listade i Catalogue of Life.